# Fresh (Melissa Tkautz)
Fresh è l'album di debutto della cantante australiana Melissa Tkautz, pubblicato il 15 giugno 1992.
Dall'album sono stati estratti i singoli Read My Lips, Sexy (Is the Word), e Skin to Skin, che hanno raggiunto rispettivamente la prima, la terza e la sedicesima posizione in Australia.

## Tracce
1. Sexy (Is the Word) – 3:34 (Leon Berger, Roy Nicolson, Tony King)
2. Let's Get Pumping – 3:45 (Darren McDonald, Leon Berger)
3. My Imagination – 4:33 (Leon Berger, Tony King)
4. Skin to Skin – 3:46 (Leon Berger, Roy Nicolson, Tony King)
5. If We Live Forever – 4:20 (Leon Berger, Roy Nicolson, Tony King)
6. Read My Lips – 3:41 (Roy Nicolson, Tony King)
7. Tonight's the Night – 4:56 (Leon Berger)
8. My House – 3:43 (Leon Berger, E. Kelly)
9. Something About You – 4:11 (Darren McDonald, Leon Berger)
10. Ain't No Saint – 4:34 (Darren McDonald, Leon Berger)

## Classifiche
| Classifica (1992) | Posizione massima |
| ----------------- | ----------------- |
| Australia         | 15                |